# Strike Back: Project Dawn
Strike Back: Project Dawn is het tweede seizoen in de Engelse en Amerikaanse televisieserie Strike Back, die in 2011 werd uitgezonden op de Britse kabelzender Sky1 en de Amerikaanse kabelzender Cinemax.
De serie is gebaseerd op de boeken van Chris Ryan en volgt de gebeurtenissen binnen de afdeling Sectie 20 van de Britse MI6 en voornamelijk de acties van sergeant Michael Stonebridge (Winchester) en voormalig Delta Force soldaat Damian Scott (Stapleton).
In dit seizoen is de Sectie verwikkeld in een jacht om de Pakistaanse terrorist Latif te vangen. Op 17 augustus 2012 is het derde seizoen (officieel in de VS het tweede seizoen) in première gegaan. Dit seizoen draagt de naam Strike Back: Vengeance.

## Verhaal
Strike Back: Project Dawn volgt Sectie 20 die alles op alles heeft gezet om de Pakistaanse terrorist Latif te pakken. John Porter (Richard Armitage) was het hoofdpersonage in het eerste seizoen van Strike Back en is in het tweede seizoen gevangen door Latif. De sectie stuurt Michael Stonebridge (Philip Winchester) en Damian Scott (Sullivan Stapleton) op onderzoek uit om Porter te vinden en te redden. De zoektocht leidt de sectie eerst naar een hotel in India, dat onder vuur wordt genomen door terroristen, wat later de zoektocht vergroot naar Zuid-Afrika, Sudan, Kosovo en Oostenrijk.

## Rolverdeling

### Hoofdrollen
- Philip Winchester - Sergeant Michael Stonebridge
- Sullivan Stapleton - Sergeant Damien Scott
- Amanda Mealing - Kolonel Eleanor Grant
- Rhashan Stone - Majoor Oliver Sinclair
- Michelle Lukes - Sergeant Julia Richmond
- Jimi Mistry - Latif

### Bijrollen
- Richard Armitage - John Porter